# 康婷
天津康婷生物工程集团有限公司，简称康婷公司或康婷，成立于1996年9月9日，注册资本1.6亿元人民币。康婷公司曾牵扯进多起传销案件，2019年5月因被澎湃新闻等曝涉嫌违法传销而被天津西青区市场和质量监督管理局介入调查。

## 发展
2013年，天津康婷生物工程有限公司获得第38张直销牌照。

## 争议

### 传销
康婷公司因销售方式涉嫌“拉人头”，先后被徐州、青岛、海口三地工商部门查处。2019年5月，因被澎湃新闻等曝涉嫌违法传销而被天津西青区市场和质量监督管理局介入调查。

### 质量问题
2018年8月10日，天津市西青区市场监督管理局因康婷生产的一款保湿面霜不符合化妆品安全技术规范进行了行政处罚。